# 楊惟平
楊惟平（1514年—？），字君正，又字均正，號右河，直隸真定府冀州南宮縣人，民籍，明朝政治人物。

## 生平
少从刘濬伯兄弟就学。嘉靖二十五年（1546年）丙午科順天府鄉試第十九名舉人。嘉靖二十六年丁未科會試第一百九十名，未殿试，二十九年（1550年）中式庚戌科會試第一百九十名，三甲第一百零三名進士。授太常寺博士，三十三年五月选授廣西道试御史，三十四年实授，三十五年巡视山海等各边关，三十六年蓟镇副总兵蒋承勋战死，奉命勘查。三十七年巡按河南，监戊午鄉試。著有《楊右河侍御窓稿》。

## 家族
曾祖楊輔，縣丞；祖父楊懋；父楊崙，母張氏。弟惟聪、惟中、惟一。